# شيلون
شيلون (الاسم العلمي: Chelon)، جنس أسماك بحرية نهرية من فصيلة البياحيات، توجد في المياه البحرية الساحلية والمصبات والأنهار في المحيط الأطلسي وغرب المحيط الهندي.